# Không khí (nguyên tố cổ điển)

Biểu tượng giả kim của nguyên tố không khí

Nguyên tố Phong hay nguyên tố Không khí (tiếng Anh: Air) là một trong bốn nguyên tố cổ điển cùng với thổ, thủy và hỏa trong triết học, giả kim thuật, chiêm tinh học và thần thoại Hy Lạp cổ đại. 
Nguyên tố Không khí cũng tương ứng với Phong đại trong hệ thống Tứ đại của Phật giáo Ấn Độ và hệ thống Ngũ đại (五大 Godai) của triết học Nhật Bản.

## Triết học Hy Lạp và La Mã
Không khí và gió đại diện cho thể khí, trạng thái thứ ba của vật chất, gắn liền với khối bát diện và được coi là vừa nóng vừa ẩm. Người Hy Lạp cổ đại sử dụng hai từ để chỉ không khí: aer có nghĩa là phần phía dưới mờ ảo của bầu khí quyển, và aether có nghĩa là bầu không khí sáng sủa phía trên các đám mây. Ví dụ, Plato viết rằng "Không khí cũng vậy: có loại sáng nhất mà chúng ta gọi là ether, loại tối nhất mà chúng ta gọi là sương mù và bóng tối, và những loại khác mà chúng ta không có tên gọi....". Trong số các nhà triết học tiền-Socrates đầu tiên của Hy Lạp, Anaximenes (giữa thế kỷ thứ 6 trước Công nguyên) đã gọi không khí là nguyên lí thứ nhất. Một niềm tin tương tự được một số nguồn cổ xưa gán cho Diogenes Apolloniates (cuối thế kỷ thứ 5 trước Công nguyên), người cũng liên kết không khí với trí thông minh và linh hồn (psyche ), nhưng các nguồn khác cho rằng nguyên lí thứ nhất của ông là một chất giữa không khí và lửa. Aristophanes đã thuật lại những lời dạy như vậy trong vở kịch Những đám mây của mình, bằng cách đưa ra một lời cầu nguyện vào miệng Socrates.

## Triết học Ấn Độ và Phật giáo
Trong triết học Ấn Độ, Tứ đại (四大 cattāro mahābhūtāni là bốn yếu tố lớn hình thành nên vật chất, gồm: Địa Đại (地大, pruṭhavī-dhātu), Thủy đại (水大, āpa-dhātu), Hỏa đại (火大, eja-dhātu) và Phong đại (風大, vāyu-dhātu).
Vạn vật trong vũ trụ có bản chất chuyển động thì đều thuộc về Phong đại. Ngoài ra, yêu tố này còn có tác dụng sinh trưởng, khí hô hấp.

## Triết học Nhật Bản

Ngũ luân Tháp (Gurinto), với Phong luân ở vị trí thứ tư.

Phong là một trong năm nguyên tố của triết học Godai Nhật Bản, bao gồm Địa (地/ ち Chi?), Thuỷ (水/ すい Sui?), Hoả (火/ か Ka?), Phong (風/ ふう Fū?) và Không (空/ くう Kū?). Nguồn gốc của nó là từ hệ thống Mahābhūta của Phật giáo Ấn Độ và được kết hợp, tinh chế cùng với truyền thống, văn hóa và tôn giáo dân gian bản địa của Nhật Bản.
Phong luân (風輪/ ふうりん Fūrin)  là được xếp thứ tư trong Ngũ luân tháp (五輪塔/ ごりんとう Gorintō), Phong luân có màu đại diện là màu đen, nằm trên Hỏa luân và nằm dưới Không luân.
Phong đại diện cho những thứ phát triển, mở rộng và sự tự do di chuyển. Ngoài không khí, khói và những thứ tương tự, Phong có thể được thể hiện tốt nhất bằng tâm trí con người theo một cách nào đó. Khi chúng ta phát triển về thể chất, chúng ta cũng học hỏi và mở rộng về mặt tinh thần, về kiến thức, kinh nghiệm và tính cách. Phong tượng trưng cho hơi thở và các quá trình bên trong liên quan đến hô hấp. Về mặt tinh thần và cảm xúc, nó đại diện cho một thái độ “cởi mở” và cảm giác vô tư. Nó có thể gắn liền với ý chí, sự khó nắm bắt, sự lảng tránh.